# Ariane Bilheran

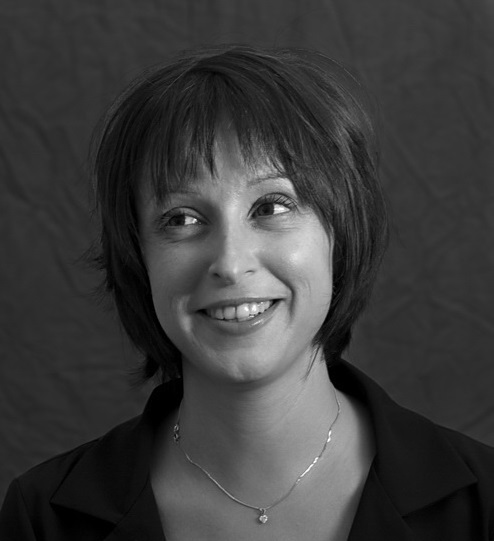
Ariane Bilheran

Ariane Bilheran (* 30. Dezember 1978 in Saint-Denis) ist eine französische Psychologin und Schriftstellerin, die Bücher und Artikel vor allem über Belästigung, Manipulation und die Psychologie der Macht schreibt.

## Lebenslauf
Ariane Bilheran stammt aus einer schriftstellerischen Familie, sowohl ihre Mutter, Andrée Girolami-Boulinier, als auch ihr Vater, Jean-Claude Bilheran, waren schriftstellerisch tätig. Der korsische Schriftsteller Abbé Francois-Antoine Girolami (1839–1839) gehört ebenfalls zu ihren Vorfahren.
Sie studierte an der École normale supérieure in Paris (ULM) klassische Philologie, Philosophie und klinische Psychologie. Im Studium der Literatur lag ihr Schwerpunkt auf dem Werk von Gustave Flaubert und historischen Erzählungen. In der Philosophie beschäftigte er sich eingehend mit Friedrich Nietzsche und erlangte damit einen Master-Abschluss an der Sorbonne.
Sie promovierte an der Universität Lyon II in klinischer Psychologie und Psychopathologie zum Thema der Beziehung zwischen Psychose und erlebter Zeit. Sie war dann Dozentin an den Universitäten Aix-Marseille I und Aix-Marseille III. Seit mehr als zehn Jahren berät sie Unternehmen, wobei sie Untersuchungen und Audits zu psychosozialen Risiken und Mobbing durchführt.
Sie wird oft zu Themen im Zusammenhang mit Stalking und beharrlicher sexueller Belästigung befragt. Als Trainerin und Beraterin auf internationaler Ebene wird sie häufig als Rednerin auf verschiedenen Konferenzen in Frankreich, der Schweiz, Kanada, dem Maghreb und Südamerika angefragt.

## Werke

### Bücher (Auswahl)
- La Maladie, critère des valeurs chez Nietzsche, Paris, l’Harmattan, 2005.
- Le Délire, Paris, Armand Colin, 2007 (in Zusammenarbeit mit Sophie Barthélemy).
- L’Autorité, Paris, Armand Colin, 2009.
- Tous... des harcelés ? Paris, Armand Colin, 2010.
- Harcèlement en entreprise ; Comprendre, Prévenir, Agir, Paris, Armand Colin, 2010 (in Zusammenarbeit mit Gilles Bouyssou).
- La Légende du Roi Arthur, Paris, Larousse, 2010.
- Risques psychosociaux en entreprise, Paris, Armand Colin, 2011 (in Zusammenarbeit mit Patrice Adam).
- Manipulation. La repérer, s'en protéger, Paris, Armand Colin, 2013.
- Psychopathologie de la pédophilie, Paris, Armand Colin, 2013 (in Zusammenarbeit mit Amandine Lafargue).
- Se sentir en sécurité, Paris, Payot, 2013.
- Soyez solaire ! Et libérez-vous des personnalités toxiques, Paris, Payot, 2015.
- Psychopathologie de la paranoïa, Taschenbuch, Paris, Armand Colin, 2016.
- Psychopathologie de l'autorité, 2. Auflage,  Selbstverlag bei Amazon 2019.
- Le débat interdit - Langage, covid et totalitarisme, Taschenbuch, Paris, Trédaniel, 2022.
- Chroniques du totalitarisme 2021: Suivi de psychopathologie du totalitarisme, Taschenbuch, Aix-en-Provence, Bookelis, 2022.
- L'imposture des droits sexuels: Ou la loi du pédophile au service du totalitarisme mondial, Taschenbuch, Aix-en-Provence, Bookelis, 2022.
- L'Internationale nazie, Taschenbuch, Aix-en-Provence, Bookelis, 2022.
- Vaincre ses monstres intérieurs: Les clés pour les décrypter et les apprivoiser, grâce à la mythologie, Taschenbuch, Paris, Leduc, 2023.

### Als Mitautorin
- Bihleran, Ariane, Martin V.S und Poupard G. Manuel pratique d'hypnothérapie – Démarche, méthodes et techniques d'intervention, autoédition Amazon, 2018.
- Ariane Bilheran (Mitautorin), Manuel pratique d'hypnothérapie : démarches, méthodes et techniques d'intervention, Paris, Armand Colin, 2015.